# Stanley Gill
El profesor Stanley Gill (1926 – 1975) fue un científico de computación británico acreditado, junto a Maurice Wilkes y David Wheeler, de la invención de la primera subrutina de computadora.
Stanley Gill fue hecho Profesor de Ciencias de la Computación y Director del Centro para la Computación y Automatización en el Imperial College, Londres en 1964 hasta 1970. fue también presidente de la Sociedad Británica de Computación desde 1967 hasta 1968.